# William Verity Jr.
Calvin William Verity Jr. (26 de Janeiro de 1917 - 3 de Janeiro de 2007) foi um gestor dos Estados Unidos e industrial de aço. Trabalhou como Secretário do Comércio entre 1987 e 1989, sob a Presidência de Ronald Reagan.

## Biografia

### Primeiros anos e educação
Nasceu em Middletown, Ohio no dia 26 de Janeiro de 1917, filho de Calvin William Verity e Elizabeth (O'Brien) Verity. Dividiu quarto com John F. Kennedy na Choate, um colégio interno de Connecticut, começando uma amizade com o futuro presidente. Graduou-se na Academia Phillips Exeter.
Verity trabalhou durante a maior parte da sua carreira na Siderúrgica Armco, uma empresa fundada por seu avô, George M. Verity. Começou a trabalhar lá em 1940 e aposentou-se da Armco em 1982.

### Secretário do Comércio

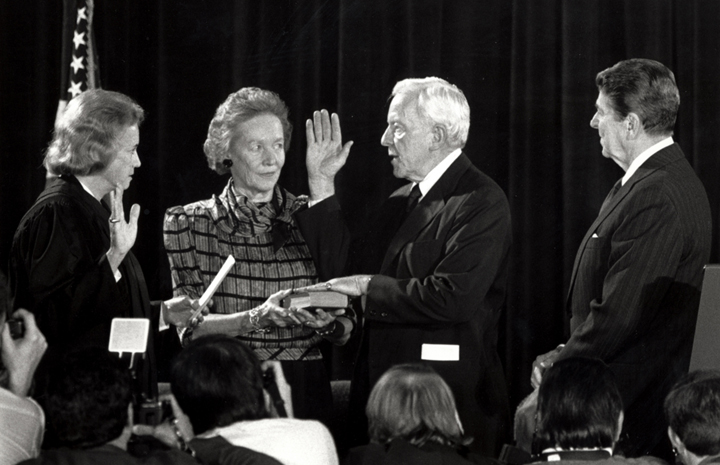
Verity, o Secretário do Comércio (no centro) sob juramento no governo com a esposa, Peggy W. Verity (à esquerda), ao titular do livro e o Presidente dos Estados Unidos Ronald Reagan (na extrema-direita).

Entre 1980 e 1981, Verity foi presidente na Câmara do Comércio dos EUA. Em 1981, trabalhou como presidente da força-tarefa bipartidária de Reagan de Iniciativas no Setor Privado (PSI). Em 1983, foi nomeado a ser um membro do Conselho Consultivo do PSI e mais tarde trabalhou no Conselho de Assessores no PSI. Entre 1979 e 1984, co-presidiu o Conselho Econômico do Comércio dos EUA-USSR, um conselho do setor privado de empresários americanos e soviéticos.
Durante o período de Verity no Departamento de Comércio dos Estados Unidos, consagrou o Comércio no Hall da Fama em 1988 para honrar os bons funcionários do departamento. Em 1988, também criou o Gabinete de Comércio Espacial para ajudar o Conselho Nacional do Espaço. Aquele gabinete era uma versão inicial do Gabinete de Comercialização Espacial, um gabinete criado para promover o uso comercial eficaz do espaço sideral. De acordo com Jonathan Chait da revista The New Republic, Verity continuou em um parágrafo do romance de Ayn Rand, Atlas Shrugged em seu escritório, incluindo a frase "O quão bem você faz o seu trabalho . . . [é] a única ação do valor humano."

### Vida pessoal
A esposa de Verity, a então Margaret Wymond Verity conhecida como Peggy, tiveram 2 filhos e 1 filha juntos, (Peggy Verity Power, Jonathan George Verity e William Wymond Verity).
Morreu no dia 3 de Janeiro de 2007, por complicações de pneumonia, em Beaufort, Carolina do Sul, aos 89 anos. Sua esposa, Peggy Verity morreu numa quarta-feira do dia 20 de Janeiro de 1999, aos 81 anos. Foi sepultado no Cemitério Woodside, em Middletown, Ohio.